# Ferdynand Maiss
Ferdynand  Maiss (ur. 5 listopada 1856 w Andrychowie, zm. 23 stycznia 1933 w Bochni) – doktor prawa, adwokat, działacz polityczny i społeczny

## Życiorys
Prezes Miejskiej Kasy Oszczędności w Bochni, od 1 lipca 1891 naczelnik Straży Ogniowej, wiceprezes Izby Adwokackiej w Krakowie, poseł Sejmu Krajowego Galicji czterech kadencji w latach 1895–1914, honorowy obywatel miasta Bochni, jeden z najbardziej zasłużonych i zarazem najdłużej urzędujących burmistrzów Bochni (od 1896 do 1918), założyciel Unii Narodowo-Państwowej w 1922 roku.
Żonaty z Marią z Dobrowolskich (1864–1941), z którą miał pięcioro dzieci: Wandę, Marię, Zofię, Henryka i Zdzisława.
Pochowany przy głównej alei Cmentarza Komunalnego przy ul. Orackiej w Bochni (sektor I-1-6).

## Ordery i odznaczenia
- Krzyż Oficerski Orderu Odrodzenia Polski (28 kwietnia 1926)[5]

## Upamiętnienie
Jedna z ulic w Bochni nosi imię Ferdynanda Maissa.